# National Football League 1984
La stagione NFL 1984 fu la 65ª stagione sportiva della National Football League, la massima lega professionistica statunitense di football americano. La finale del campionato, il Super Bowl XIX, si disputò il 20 gennaio 1985 allo Stanford Stadium di Stanford, in California e si concluse con la vittoria dei San Francisco 49ers sui Miami Dolphins per 38 a 16. La stagione iniziò il 2 settembre 1984 e si concluse con il Pro Bowl 1985 che si tenne il 27 gennaio a Honolulu.
La stagione fu caratterizzata dal trasferimento dei Colts da Baltimora a Indianapolis. Inoltre i San Francisco 49ers furono la prima squadra a vincere 15 partite su 16 nella stagione regolare e un totale di 18 comprendendo anche i play-off. L'edizione del Super Bowl di questa stagione fu quella disputata a minor distanza dalla sede di una delle due squadre.

## Modifiche alle regole
- Venne concesso ai linebacker di indossare maglie con numeri da 90 a 99.
- Venne stabilito di punire un kickoff che fosse direttamente uscito dal campo con 5 iarde di penalità e la ripetizione del calcio. Se il successivo kickoff dovesse ancora uscire al campo, la squadra ricevente può decidere se usufruire di altre 5 iarde di penalità e la ripetizione del calcio o di ottenere il possesso di palla dal punto in cui la palla è uscita.
- Venne stabilito che tuffarsi per tentare di bloccare un field goal o un extra point fosse illegale a meno che il giocatore non fosse stato schierato sulla linea di scrimmage.
- Venne stabilito che un kicker o un holder che simulino di aver ricevuto dei colpi dovessero essere puniti per condotta antisportiva (unsportsmanlike conduct).
- Venne deciso che la penalità per condotta antisportiva dovesse essere assegnata anche in caso di festeggiamenti eccessivi, sia individuali che di gruppo. Questa regola venne chiamata "Mark Gastineau Rule" (regola di Mark Gastineau) in quanto venne messa in atto in seguito all'abitudine di questo giocatore di effettuare una sorta di "danza" ogni volta che otteneva un sack.

## Stagione regolare
La stagione regolare si svolse in 16 giornate, iniziò il 2 settembre e terminò il 17 dicembre 1984.

### Risultati della stagione regolare
- V = Vittorie, S = Sconfitte, P = Pareggi, PCT = Percentuale di vittorie, PF = Punti Fatti, PS = Punti Subiti
- La qualificazione ai play-off è indicata in verde (tra parentesi il seed)

| AFC East             |    |    |   |     |     |     |
| Squadra              | V  | S  | P | PCT | PF  | PS  |
| (1) Miami Dolphins   | 14 | 2  | 0 | 875 | 513 | 298 |
| New England Patriots | 9  | 7  | 0 | 563 | 362 | 352 |
| New York Jets        | 7  | 9  | 0 | 438 | 332 | 364 |
| Indianapolis Colts   | 4  | 12 | 0 | 250 | 239 | 414 |
| Buffalo Bills        | 2  | 14 | 0 | 125 | 250 | 454 |

| NFC East                |    |   |   |     |     |     |
| Squadra                 | V  | S | P | PCT | PF  | PS  |
| (2) Washington Redskins | 11 | 5 | 0 | 688 | 426 | 310 |
| (5) New York Giants     | 9  | 7 | 0 | 563 | 299 | 301 |
| Saint Louis Cardinals   | 9  | 7 | 0 | 563 | 423 | 345 |
| Dallas Cowboys          | 9  | 7 | 0 | 563 | 308 | 308 |
| Philadelphia Eagles     | 6  | 9 | 1 | 406 | 278 | 320 |

| AFC Central             |   |    |   |     |     |     |
| Squadra                 | V | S  | P | PCT | PF  | PS  |
| (3) Pittsburgh Steelers | 9 | 7  | 0 | 563 | 387 | 310 |
| Cincinnati Bengals      | 8 | 8  | 0 | 500 | 339 | 339 |
| Cleveland Browns        | 5 | 11 | 0 | 313 | 250 | 297 |
| Houston Oilers          | 3 | 13 | 0 | 188 | 240 | 437 |

| NFC Central          |    |    |   |     |     |     |
| Squadra              | V  | S  | P | PCT | PF  | PS  |
| (3) Chicago Bears    | 10 | 6  | 0 | 625 | 325 | 248 |
| Green Bay Packers    | 8  | 8  | 0 | 500 | 390 | 309 |
| Tampa Bay Buccaneers | 6  | 10 | 0 | 375 | 335 | 380 |
| Detroit Lions        | 4  | 11 | 1 | 281 | 283 | 408 |
| Minnesota Vikings    | 3  | 13 | 0 | 188 | 276 | 484 |

| AFC West                |    |   |   |     |     |     |
| Squadra                 | V  | S | P | PCT | PF  | PS  |
| (2) Denver Broncos      | 13 | 3 | 0 | 813 | 353 | 241 |
| (4) Seattle Seahawks    | 12 | 4 | 0 | 750 | 418 | 282 |
| (5) Los Angeles Raiders | 11 | 5 | 0 | 688 | 368 | 278 |
| Kansas City Chiefs      | 8  | 8 | 0 | 500 | 314 | 324 |
| San Diego Chargers      | 7  | 9 | 0 | 438 | 394 | 413 |

| NFC West                |    |    |   |     |     |     |
| Squadra                 | V  | S  | P | PCT | PF  | PS  |
| (1) San Francisco 49ers | 15 | 1  | 0 | 938 | 475 | 227 |
| (4) Los Angeles Rams    | 10 | 6  | 0 | 625 | 346 | 316 |
| New Orleans Saints      | 7  | 9  | 0 | 438 | 298 | 361 |
| Atlanta Falcons         | 4  | 12 | 0 | 250 | 281 | 382 |

## Play-off
I play-off iniziarono con i Wild Card Game il 22 e 23 dicembre 1984. I Divisional Playoff si giocarono il 29 e il 30 dicembre e i Conference Championship Game il 6 gennaio 1985. Il Super Bowl XIX si giocò il 20 gennaio al Stanford Stadium di Stanford.

### Seeding
| Seed | American Football Conference                | National Football Conference             |
| ---- | ------------------------------------------- | ---------------------------------------- |
| 1    | Miami Dolphins (vincitori AFC East)         | San Francisco 49ers (vincitori NFC West) |
| 2    | Denver Broncos (vincitori AFC West)         | Washington Redskins (vincitori NFC East) |
| 3    | Pittsburgh Steelers (vincitori AFC Central) | Chicago Bears (vincitori NFC Central)    |
| 4    | Seattle Seahawks                            | Los Angeles Rams                         |
| 5    | Los Angeles Raiders                         | New York Giants                          |

### Incontri
| Wild Card Game | Wild Card Game                  | Wild Card Game | Wild Card Game |                               |                               | Divisional Play-off             | Divisional Play-off | Divisional Play-off |                               |                               | Conference Championship       | Conference Championship | Conference Championship |  |  | Super Bowl XIX | Super Bowl XIX | Super Bowl XIX | Super Bowl XIX | Super Bowl XIX |
|                |                                 |                |                |                               |                               |                                 |                     |                     |                               |                               |                               |                         |                         |  |  |                |                |                |                |                |
|                |                                 |                |                |                               |                               |                                 |                     |                     |                               |                               |                               |                         |                         |  |  |                |                |                |                |                |
|                |                                 |                |                |                               |                               | 30 dicembre - Mile High Stadium |                     |                     |                               |                               |                               |                         |                         |  |  |                |                |                |                |                |
|                |                                 |                |                |                               |                               |                                 |                     |                     |                               |                               |                               |                         |                         |  |  |                |                |                |                |                |
|                | 3                               | Pittsburgh     | 24             |                               |                               |                                 |                     |                     |                               |                               |                               |                         |                         |  |  |                |                |                |                |                |
|                | 3                               | Pittsburgh     | 24             | 22 dicembre - Kingdome        | 22 dicembre - Kingdome        | 22 dicembre - Kingdome          |                     |                     | 6 gennaio - Miami Orange Bowl | 6 gennaio - Miami Orange Bowl | 6 gennaio - Miami Orange Bowl |                         |                         |  |  |                |                |                |                |                |
|                | 2                               | Denver         | 17             | 22 dicembre - Kingdome        | 22 dicembre - Kingdome        | 22 dicembre - Kingdome          |                     |                     | 6 gennaio - Miami Orange Bowl | 6 gennaio - Miami Orange Bowl | 6 gennaio - Miami Orange Bowl |                         |                         |  |  |                |                |                |                |                |
|                | 2                               | Denver         | 17             | 5                             | L.A. Raiders                  | 7                               | 3                   | Pittsburgh          | 28                            |                               |                               |                         |                         |  |  |                |                |                |                |                |
|                | 29 dicembre - Miami Orange Bowl |                |                | 5                             | L.A. Raiders                  | 7                               | 3                   | Pittsburgh          | 28                            |                               |                               |                         |                         |  |  |                |                |                |                |                |
|                | 4                               | Seattle        | 13             |                               |                               | 1                               | Miami               | 45                  |                               |                               |                               |                         |                         |  |  |                |                |                |                |                |
|                | 4                               | Seattle        | 13             | 4                             | Seattle                       | 1                               | Miami               | 45                  | 10                            |                               |                               |                         |                         |  |  |                |                |                |                |                |
|                |                                 |                |                | 4                             | Seattle                       |                                 |                     |                     | 10                            | 20 gennaio - Stanford Stadium |                               |                         |                         |  |  |                |                |                |                |                |
|                | 1                               | Miami          | 31             |                               |                               |                                 |                     |                     |                               |                               |                               |                         |                         |  |  |                |                |                |                |                |
|                | 1                               | Miami          | 31             | A1                            | Miami                         | 16                              |                     |                     |                               |                               |                               |                         |                         |  |  |                |                |                |                |                |
|                | 30 dicembre - RFK Stadium       |                |                | A1                            | Miami                         | 16                              |                     |                     |                               |                               |                               |                         |                         |  |  |                |                |                |                |                |
|                |                                 |                |                |                               |                               |                                 |                     | N1                  | San Francisco                 | 38                            |                               |                         |                         |  |  |                |                |                |                |                |
|                | 3                               | Chicago        | 23             |                               |                               |                                 |                     | N1                  | San Francisco                 | 38                            |                               |                         |                         |  |  |                |                |                |                |                |
|                | 3                               | Chicago        | 23             | 23 dicembre - Anaheim Stadium | 23 dicembre - Anaheim Stadium | 23 dicembre - Anaheim Stadium   |                     |                     | 6 gennaio - Candlestick Park  | 6 gennaio - Candlestick Park  | 6 gennaio - Candlestick Park  |                         |                         |  |  |                |                |                |                |                |
|                | 2                               | Washington     | 19             | 23 dicembre - Anaheim Stadium | 23 dicembre - Anaheim Stadium | 23 dicembre - Anaheim Stadium   |                     |                     | 6 gennaio - Candlestick Park  | 6 gennaio - Candlestick Park  | 6 gennaio - Candlestick Park  |                         |                         |  |  |                |                |                |                |                |
|                | 2                               | Washington     | 19             | 5                             | N.Y. Giants                   | 16                              | 3                   | Chicago             | 0                             |                               |                               |                         |                         |  |  |                |                |                |                |                |
|                | 29 dicembre - Candlestick Park  |                |                | 5                             | N.Y. Giants                   | 16                              | 3                   | Chicago             | 0                             |                               |                               |                         |                         |  |  |                |                |                |                |                |
|                | 4                               | L.A. Rams      | 13             |                               |                               | 1                               | San Francisco       | 23                  |                               |                               |                               |                         |                         |  |  |                |                |                |                |                |
|                | 4                               | L.A. Rams      | 13             | 5                             | N.Y. Giants                   | 1                               | San Francisco       | 23                  | 10                            |                               |                               |                         |                         |  |  |                |                |                |                |                |
|                |                                 |                |                | 5                             | N.Y. Giants                   |                                 |                     |                     |                               |                               |                               |                         |                         |  |  |                |                |                |                |                |
|                | 1                               | San Francisco  | 21             |                               |                               |                                 |                     |                     |                               |                               |                               |                         |                         |  |  |                |                |                |                |                |
|                | 1                               | San Francisco  | 21             |                               |                               |                                 |                     |                     |                               |                               |                               |                         |                         |  |  |                |                |                |                |                |

### Vincitore
| Vincitori del Super Bowl XIX San Francisco 49ers 2º titolo |

## Premi individuali
| MVP della NFL                 | Dan Marino, Quarterback, Miami           |
| Allenatore dell'anno          | Chuck Knox, Seattle                      |
| Giocatore offensivo dell'anno | Dan Marino, Quarterback, Miami           |
| Difensore dell'anno           | Kenny Easley, Safety, Seattle            |
| Rookie offensivo dell'anno    | Louis Lipps, Wide Receiver, Pittsburgh   |
| Rookie difensivo dell'anno    | Bill Maas, Defensive tackle, Kansas City |